# Кротов Яків Гаврилович
Яків Гаврилович Кротов (нар. *31 травня 1957, Москва) — священник Православної церкви України (з грудня 2020), російський ліберальний публіцист, радіоведучий, критик РПЦ (МП), ведучий власної мережевої бібліотеки.

## Життєпис
Народився в Москві в родині вчителів. По народженню отримав ім'я Максим (на честь Максима Горького). Батько Гавриїл Якович Кротов, мати Муся Лазарівна Кротова, народжена Ґіндіна; вчителі. Брати: Віктор (1946) і Леонід (1951).
Через півроку після народження Якова його батько був заарештований НКВС та засуджений — спочатку на 15 років, а потім ще на 3 роки таборів. Термін відсидів повністю, після падіння комунізму був реабілітований.
У 1973—1978 роках працював бібліотекарем, потім друкарем у Державній публічній історичній бібліотеці СРСР. Був звідти звільнений за копіювання «антирадянщини»  — віршів Осипа Мандельштама.
У 1978—1985 роках працював у Центральному державному архіві стародавніх актів, але був звільнений з ініціативи КДБ — як «неблагонадійний». Потім працював в Звенигородському історико-архітектурному музеї.
1983 року закінчив історичний факультет МДУ, дипломна робота присвячена історії російського провінційного дворянства 1556—1622 рр.
Навесні 1990 року залишив державну службу і заробляв на життя перекладами іноземної літератури, а також журналістикою у багатьох російських часописах. Володіє англійською, французькою, польською, німецькою та латинською мовами.
- З 1997 року веде радіопрограму «З християнської точки зору» на «Радіо Свобода»[3].
- Веде блог в Живому Журналі

## Клірик
Яків Кротов був хрещений в 1974 році священником Олександром Менєм і був його прихожанином до загибелі отця Олександра у 1990 році. При хрещенні прибрав ім'я Яків (іменини у день апостола Якова, брата апостола Івана Богослова).
3 листопада 2002 року єпископ Апостольської Православної Церкви Віталій (Кужеватов) рукопоклав Я. Кротова у диякона, а 10 листопада 2002 року — священника. У січні 2007 року Яків Кротов вийшов з кліру Апостольської православної церкви. З 14 березня 2007 року указом архієпископа Ігоря (Ісіченка) був прийнятий у число священників Харківсько-Полтавської єпархії Української автокефальної православної церкви (оновленої). Яків Кротов був настоятелем парафії Зіслання Святого Духа на апостолів у Москві.
На початку грудня 2020 року заявив про свій перехід у клір кафедрального Собору Стрітення Господнього Херсонської єпархії Православної церкви України, куди був прийнятий особисто та без парафії, «фізично лишаючись при цьому в Москві».

## Приватне життя
Одружений (з 1976 р.), дружина — Ірина Миколаївна Кротова (Васильєва)
- Сини: Марко (нар. 1977), Матвій (нар. 1980).

## Статті, інтерв'ю
- ЯКОВ КРОТОВ відверто про себе, церкву, Україну та Росію | Інтерв'ю на радіо Holos.fm - 20.04.2016 (ВІДЕО) // Голос Свободи.
- Яків Кротов. Молитва за Бандеру // День, 24.05.2008.
- Яків Кротов. «Масло безмасляне» [Архівовано 17 березня 2014 у Wayback Machine.] // Грані.ру, 24.12.2008. (рос.)
- Яків Кротов. Опозиція з лакейської // День, 12.01.2012.

## Виноски
1. ↑  Відомий московський священик перейшов до ПЦУ - РІСУ. Релігійно-інформаційна служба України (укр.). Архів оригіналу за 25 лютого 2022. Процитовано 9 грудня 2020.
2. ↑  Отець Яків Кротов. СКОРОЧЕНИЙ ЖИТТЄПИС. Архів оригіналу за 25 червня 2014. Процитовано 18 червня 2014.
3. ↑  Каталог передач Я.Кротова «З христианскої точки зору» [Архівовано 19 грудня 2011 у Wayback Machine.](рос.)
4. ↑  Парафія Зіслання Святого Духа на апостолів м. Москва. Архів оригіналу за 9 лютого 2014. Процитовано 18 червня 2014.
5. ↑  Несподівано: до ПЦУ перейшов скандальний московський священик [Архівовано 29 січня 2022 у Wayback Machine.]. РБК-Україна, 9.12.2020.